# Plnoletost (Star Trek: Nová generace)
Plnoletost (v anglickém originále Coming of Age) je v pořadí devatenáctá epizoda první sezóny seriálu Star Trek: Nová generace. Na její děj navazuje epizoda „Spiknutí“, kde se znovu objevují postavy důstojníků Flotily Quinna a Remmicka.

## Příběh
USS Enterprise D dorazí k základně Hvězdné flotily na Relvě XII. Wesley Crusher dostal svolení k účasti na přijímacích zkouškách na Akademii. Jeho kamarád Jake Kurland ale musí na Enterprise zůstat, neprošel výběrovým testem. Na loď se transportuje admirál Gregory Quinn, Picardův starý přítel. Doprovází ho velitel Dexter Remmick z inspekčního oddělení Flotily. Quinn sdělí Picardovi o svém podezření, že na Enterprise neprobíhá vše tak jak by mělo. Remmick proto udělá detailní prověrku, při níž se vyžaduje spolupráce kapitána i ostatních důstojníků. Wesley se spřátelí s ostatními třemi studenty u zkoušek, zejména s Murdockem, příslušníkem zvláštní rasy Benzitů. Instruktor uchazečům oznámí, že je čekají velmi náročné testy a projde pouze jeden z nich. První test zvládne Wesley úspěšně.
Remmick zatím vyslýchá všechny velící důstojníky. Rikera se táže, zda kapitán někdy falšoval palubní deník. U dalších důstojníků se ptá na starší mise a pátrá po chybách v kapitánově velení. Wesley zavítá na palubu, kde se Worfovi svěřuje se svými obavami z psychotestů. Zklamaný Jake Kurland odcizí raketoplán a chystá se utéct. Nedostal totiž další šanci účastnit se testů a bere to jako své selhání. Kvůli chybám v ovládání ale ztratí nad raketoplánem kontrolu a hrozí jeho zřícení. Posádka pracuje na jeho záchraně. Podaří se to díky kapitánově zásahu: Nechá raketoplán přiblížit k planetě, na poslední chvíli prudce nastartuje motory a odrazí se od atmosféry. Jake se v pořádku vrací na palubu. Remmick na lodi vyslýchá zbývající posádku, všichni stojí za kapitánem. Picard vyhledá admirála Quinna a chce vědět, co mají výslechy posádky znamenat. Remmick Quinnovi ohlásí, že se mu nepodařilo objevit žádné známky kapitánova pochybení. Zjistil, že posádka pracuje jako sehraný tým. Remmick pak Picardovi sdělí, že jeho inspekční služba za pár měsíců končí, pak by rád sloužil na Enterprise. Kapitán z toho vůbec není nadšen.
Mezi čtyřma očima se pak Quinn svěří Picardovi o svém podezření. Dle něj se někdo pokouší poškodit Hvězdnou flotilu, může jít o rozsáhlejší spiknutí. Když nyní zjistil, že kapitánovi může důvěřovat, chtěl by jej mít po svém boku. Má se proto rozhodnout, zda opustí kapitánské křeslo. Wesley čeká na obávaný test z psychologie a náhle slyší v laboratoři výbuch. Nastane zmatek a Wesley pomáhá ostatním. Rozhodne se zachránit jednoho muže s poraněnou nohou. Druhého muže, jehož ovládl strach a zůstal v místnosti, nechá být. Náhle se objeví instruktor a celá situace se ukáže jako test. Wesley se dozvídá, že cílem bylo ověřit jeho jednání v krizové situaci. Stejnému rozhodnutí čelil před lety kapitán Picard, přitom zemřel Wesleyho otec. Později jsou vyhlášeny výsledky testů. Uspěje v nich Murdock, Wesley neprojde. Picard Wesleyho uklidňuje, že může na palubě zůstat ještě jeden rok a připravovat se na další zkoušky. Kapitán mu prozradí, že při prvním testu také sám neprošel. Pak ještě navštíví Quinna a odmítne jeho nabídku k převelení. Quinn odchází smířen. Jen si ještě posteskne, že poslední dobou už vidí spiknutí všude. Enterprise následně odlétá na další misi.

## Zajímavosti
- Epizoda byla nominována na cenu Emmy za vynikající make-up (masky).
- Kvůli celkové stopáži byla vystřižena scéna, kdy Wesley oslavuje s posádkou své šestnácté narozeniny. V ní oslavenec rozkrájel dort se symboly Hvězdné flotily.
- Wesleyho opakované zkoušky jsou zmíněny v epizodě „Nástrahy lékařské péče“.